# Idea (mare de Teucre)
D'acord amb la mitologia grega, Idea (en grec antic Ἰδαία, Idaia), fou una nimfa que es va unir al déu fluvial Escamandre quan aquest va emigrar cap a Anatòlia.
Fruit de la seva unió va néixer el rei Teucre, qui seria l'ancestre dels reis de la Tròade i de molts dels personatges de la mítica Guerra de Troia relatada per Homer a la Ilíada.
La nimfa Idea ha estat identificada com un àlter ego de la deessa Cíbele, ja que el santuari d'aquesta estava situat al peu del Mont Ida de Frígia (prop de Troia), on es feien jocs i celebracions en honor seu. El nom "Idea" significa "la que ve de l'Ida" o "la que viu a l'Ida".